# Тырсин, Василий Дмитриевич
Василий Дмитриевич Тырсин (1853—1926) — русский военный, командир Оренбургского 1-й казачьего полка в 1910-11 гг.
Выходец из запорожского казачества, служил в казачьем войске. Под командованием генерала Скобелева воевал в Туркестане, участвовал в освобождении Болгарии от турецкого господства, принимал участие в военных операциях в Китае и Маньчжурии.
В русско-японскую войну командовал казачьим полком, участвовал в операции прорыва к Порт-Артуру.
Получив тяжелое ранение, сумел вывести своих солдат из окружения.
После ранения продолжил службу во внутренних гарнизонах. Был переведен в Петербург.
В 1908—1910 годах под его командованием было два казачьих полка.
7 июня 1911 года уволен в отставку по болезни с пожалованием чина генерал-майора, мундиром и пенсией.
Был пожалован дачей в пригороде Петербурга — в Ольгино (современный адрес — пос. Ольгино, ул. Советская, д. 2, памятник архитектуры регионального значения «Дача В. Д. Тырсина»).
После 1917 года направился в Оренбург и далее в Сибирь в армию Колчака. Работал извозчиком, умер в 1926 году в Иркутске.